# 崔光祖
崔光祖（1936年9月24日—2008年7月17日），山西省临猗县嵋阳镇曹家营村人，中华人民共和国政治人物。
1965年任晋南团地委宣传部副部长、运城地区运输公司党委副书记、革委会副书记。1973年任运城团地委副书记。1975年，任共青团山西省委副书记。1985年，山西试点撤地建市。经国务院批准，撤销晋东南地区，所辖县市分别并入长治，和新设立的晋城市。崔任第一届晋城市委书记。1991年，任运城地委书记。次年改山西省委常委、省委宣传部部长。1996年，任山西省人大常委会副主任。中共第十三大、十四大代表。现任山西检察院常务副院长崔国宏是其二儿子。